# Archipiélago de Chagos
El archipiélago de Chagos (antiguamente, islas Aceite, y en inglés, Chagos Archipelago) es un grupo de siete atolones que comprenden más de 55 islas tropicales individuales, que se encuentran en el centro del océano Índico.
Chagos se encuentra a unos 500 km al sur de las Maldivas, su vecino más próximo, y a 1600 km al suroeste de la India, a mitad de camino entre Tanzania y Java. Los habitantes de las Maldivas lo llaman Foalhavahi (ފޯޅަވަހި) y se conoce como Phehandwip en (hindi: फेहंद्वीप /pjéjan duíp/) y Paeikaana Theevukal (tamil: பேகான தீவுகள்).
El grupo de las Chagos es una combinación de diferentes estructuras coralinas que coronan una cadena submarina que corre en dirección sur atravesando el centro del océano Índico, la cual está formada por volcanes sobre el punto caliente de Reunión. A diferencia de las Maldivas no existe en las Chagos un patrón evidente de formación de los atolones, lo que hace que el archipiélago ofrezca un esquema un tanto caótico. La mayoría de las estructuras coralinas de las Chagos son atolones submarinos.
Administrativamente forma parte del Territorio Británico del Océano Índico (en inglés: British Indian Ocean Territory; BIOT por sus siglas en inglés), pero se encuentra reclamado por Mauricio, el cual cuenta con respaldo internacional mayoritario.
En octubre de 2024, el Reino Unido anunció que entregaría la soberanía de las Islas Chagos a Mauricio, sujeto a la finalización de un tratado, pero que se mantendrá el control británico sobre la isla de Diego García (sede de una base naval estadounidense) durante 99 años debiendo pagar un alquiler anual por esta isla. El Reino Unido se ha comprometido a pagar reparaciones de daños a los chagosianos, expulsados ilegalmente del archipiélago entre 1965 y 1973. El acuerdo de transferencia se firmó el 22 de mayo de 2025, con la estipulación de que la isla de Diego García permanecería bajo administración británica durante al menos 99 años.

## Historia
En la década de 1960, Estados Unidos se interesó por la isla de Diego García, en concreto en la parte sur del archipiélago, cuya posición estratégica permitía intervenir militarmente en toda la región y controlar las principales rutas marítimas por las que pasaban los hidrocarburos y las materias primas. Las negociaciones secretas entre el Reino Unido y los Estados Unidos condujeron a un intercambio de cartas en 1966 con estatus de tratado, pero sin la aprobación del Parlamento británico. Londres pone a disposición de Washington la isla Diego García por un período de cincuenta años.
Después de que el gobierno estadounidense exigiera el "control exclusivo" durante las negociaciones, el gobierno británico expulsó gradualmente a los chagosianos, habitantes indígenas del archipiélago: con prohibición de regresar después de un viaje, restricción del suministro de alimentos y medicinas, envenenamiento y gaseado de todos los perros, etc. En 1973, finalmente los últimos habitantes fueron deportados por barco de carga a Seychelles y Mauricio.
El Tribunal Internacional de Justicia de Naciones Unidas instó a Reino Unido a “poner fin al control ejercido sobre el archipiélago de Chagos lo antes posible”, ya que su separación durante el proceso de descolonización no se llevó a cabo de acuerdo con el derecho internacional.
El 1 de abril de 2010, el Gabinete del Gobierno Británico estableció el Área Protegida Marina de Chagos como la reserva marina más grande del mundo. Con 640,000 km², es más grande que Francia o el estado de California en los Estados Unidos. Duplica el área total de zonas de prohibición de captura ambiental en todo el mundo. El 18 de marzo de 2015, la Corte Permanente de Arbitraje celebró por unanimidad el área marina protegida (AMP) que declaró que el archipiélago Chagos del Reino Unido el 5 de abril de 2010 viola el derecho internacional. Anerood Jugnauth, primer ministro de Mauricio, señaló que es la primera vez que el Reino Unido realiza negocios con el archipiélago de Chagos. Mauricio inició el 20 de diciembre de 2010 un procedimiento contra el Reino Unido en virtud de la Convención de las Naciones Unidas sobre el Derecho del Mar (UNCLOS) para impugnar la legalidad del archipiélago de Chagos. La cuestión de la indemnización y la repatriación de los antiguos habitantes de los atolones del archipiélago, exiliados desde 1973, continúa en el campo de la formación. Los litigios continúan a partir de 2012 en relación con el derecho de retorno para los isleños desplazados y los reclamos de soberanía de Mauricio. Además, la defensa de los chagosianos continuó tanto en los Estados Unidos como en Europa. A partir de 21 de septiembre de 2018, Mauricio ha llevado el asunto a la Corte Internacional de Justicia (CIJ) para obtener una opinión consultiva, contra las objeciones británicas. El 25 de febrero de 2019, la Corte Internacional de Justicia dictaminó que el Reino Unido debería abandonar el archipiélago. El gobierno británico rechazó cualquier jurisdicción de la corte para deliberar sobre estos asuntos.
La Asamblea General de la ONU adoptó una resolución el 22 de mayo de 2019, ordenando a Gran Bretaña que devolviera el Archipiélago de Chagos a la República de Mauricio dentro de los seis meses, lo que permitiría a los chagosianos recuperar su tierra. Sin embargo, expirado el plazo establecido, Gran Bretaña aún se niega a reconocer la soberanía de Mauricio sobre el archipiélago.

### Disputa territorial
Chagos había sido parte de Mauricio desde el siglo XVIII, cuando los franceses se establecieron en las islas. Todas las islas que formaban parte del territorio colonial francés de la Isla de Francia (como se conocía entonces a Mauricio) fueron cedidas a los británicos en 1810 en virtud del Acta de Capitulación firmada entre los dos países. En 1965, antes de la independencia de Mauricio, el Reino Unido separó el archipiélago del territorio de Mauricio para formar el Territorio Británico del Océano Índico.
Las resoluciones de las Naciones Unidas prohibieron la desintegración de los territorios coloniales antes de la independencia. Mauricio ha afirmado repetidamente que la afirmación británica de que el archipiélago de Chagos es uno de sus territorios es una violación de la ley y de las resoluciones de las Naciones Unidas. El Reino Unido ha declarado que no tiene ninguna duda sobre su soberanía sobre los Chagos, pero también ha dicho que los Chagos serán devueltos a Mauricio una vez que las islas dejen de ser necesarias para fines de defensa.
La nación insular de Mauricio reclama el Archipiélago de Chagos (que está adyacente al territorio), incluyendo a Diego García. Maldivas se opone a cualquier reclamación de 200 millas náuticas EEZ basada en el Archipiélago de Chagos. Una cuestión subsidiaria es la oposición de Mauricio a la declaración del 1 de abril de 2010 del Gobierno del Reino Unido de que el TBOI es una zona marina protegida contra la pesca y la industria extractiva (incluida la exploración de petróleo y gas).
El 16 de noviembre de 2016, el Ministerio de Relaciones Exteriores del Reino Unido mantuvo su prohibición de reasentamiento en las islas. En respuesta a esta decisión, el Primer Ministro de Mauricio expresó el plan de su país de llevar la controversia de soberanía a la Corte Internacional de Justicia. El Secretario de Relaciones Exteriores británico, Boris Johnson, solicitó la asistencia de la India para resolver la controversia entre el Reino Unido, los Estados Unidos y Mauricio. La India ha mantenido una influencia considerable en Mauricio gracias a sus profundos vínculos culturales y económicos. La India ha sostenido que la cuestión de proceder o no a la medida de la Asamblea General de las Naciones Unidas es una decisión que debe tomar el Gobierno de Mauricio.
El 23 de junio de 2017, la Asamblea General de las Naciones Unidas (AGNU) votó a favor de remitir la controversia territorial entre Mauricio y el Reino Unido a la Corte Internacional de Justicia (CIJ) con el fin de aclarar el estatuto jurídico del archipiélago de las Islas Chagos en el Océano Índico. La moción fue aprobada por mayoría con 94 votos a favor y 15 en contra.
El 25 de febrero de 2019, la Corte Internacional de Justicia (CIJ) emitió una opinión consultiva en el sentido de que la colocación del archipiélago bajo administración británica en 1965 no se basaba en la libre expresión de los habitantes y que, por lo tanto, aconsejaba que el Reino Unido renunciara al archipiélago, incluida la base militar estratégica de los Estados Unidos, para cuyo establecimiento se había deportado a unos 1.500 habitantes. El gobierno británico rechazó toda jurisdicción del tribunal para deliberar sobre estos asuntos.
El 22 de mayo de 2019, la Asamblea General de las Naciones Unidas  votó a favor de fijar un plazo de seis meses para que el Reino Unido se retirara del Archipiélago de Chagos, que luego se reunificaría con Mauricio. La moción fue aprobada por mayoría con 116 votos a favor y 6 en contra. Cincuenta y seis estados, incluyendo Francia y Alemania, se abstuvieron.
El 3 de octubre de 2024, el Gobierno del Reino Unido hizo una declaración conjunta con el Gobierno de Mauricio en la que afirmaba que habían negociado la soberanía de las Islas Chagos tras dos años de negociación, permitiendo al mismo tiempo el funcionamiento de la base militar estadounidense en la isla ocupada de Diego García.

## Geografía

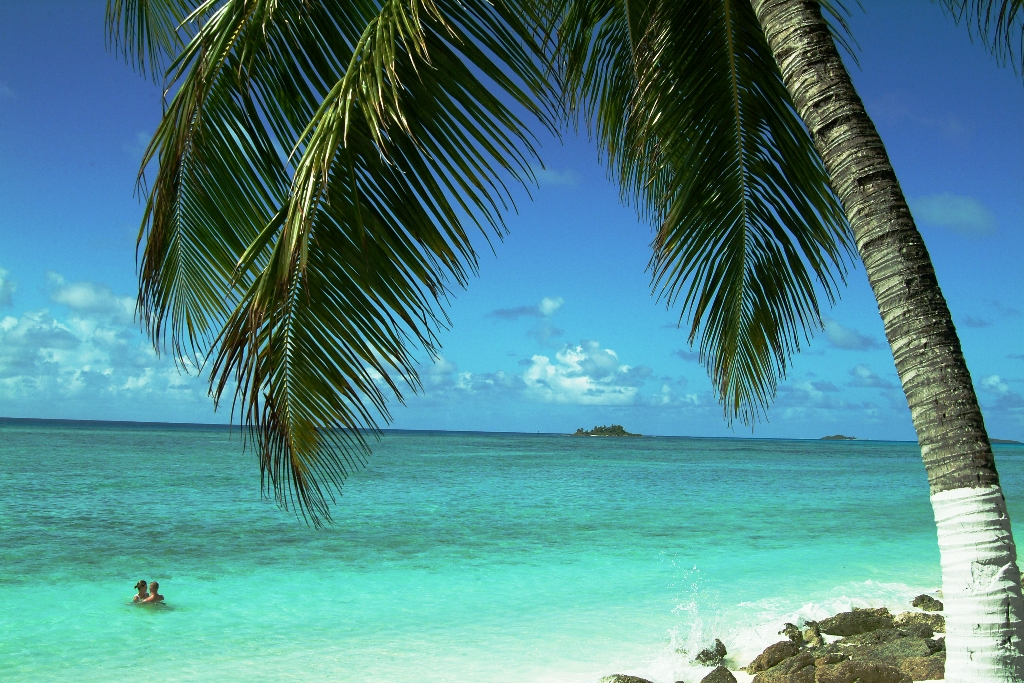
Playa de la Isla Diego García, Archipiélago de Chagos

La superficie de las islas alcanza 63,17 km², la isla más grande Diego García, tiene una superficie de 27,20 km². Sin embargo el área total, incluyendo lagunas con atolones, excede los 15 000 km², de los que 12 642 km² corresponden al Banco Great Chagos, por su tamaño el segundo atolón del mundo (después del Banco Saya de Malha que se encuentra completamente sumergido). La Zona Económica Exclusiva, que es vecina a la zona correspondiente de las islas Maldivas por el norte, tiene un área de 636 600 km² (incluidas las aguas territoriales).
Las mayores islas son Diego García (27,20 km²), Eagle (Great Chagos Bank, 2,45 km²), Île Pierre (Peros Banhos, 1,50 km²), Eastern Egmont (Islas Egmont, 1,50 km²), Île du Coin (Peros Banhos, 1,28 km²) e isla Boddam (islas Salomón, 1,08 km²).
La mayoría de las fuentes mencionan que las islas Chagos se componen de 4 o 5 atolones, más dos grupos de islas y dos islas aisladas, principalmente porque no se reconoce que el Gran Banco de Chagos (Great Chagos Bank) es una estructura de gran atolón (incluidos los dos grupos de islas y dos islas individuales), y porque no se reconoce que el arrecife Blenheim (Blenheim Reef) tiene islotes o cayos por encima o justo alcanzando el nivel de las aguas más elevadas.

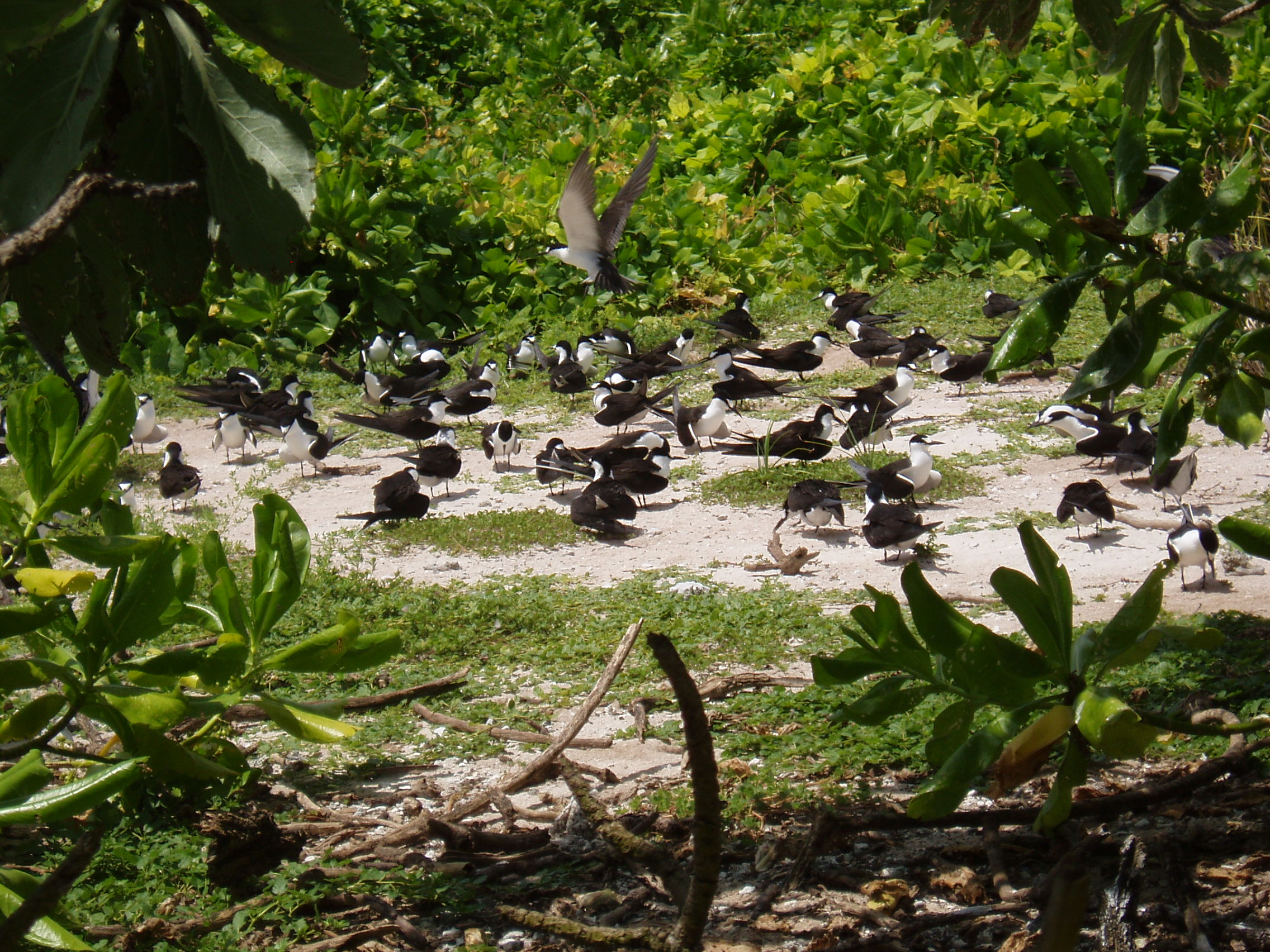
Aves marinas en las islas Tres Hermanos, Chagos

Además de los siete atolones con tierra firme por encima del nivel del agua elevada, hay nueve arrecifes y bancos, la mayoría de los cuales se pueden considerar estructuras de atolón permanentemente sumergidas. Se enumeran en la siguiente tabla, de norte a sur:
| 0                                                              | Banco sin nombre                   | Banco sumergido                            | –     | 3     | –   | 04°25′S 72°36′E / -4.417, 72.600           |
| 1                                                              | Arrecife Colvocoresses             | Atolón sumergido                           | –     | 10    | –   | 04°54′S 72°37′E / -4.900, 72.617           |
| 2                                                              | Banco Speakers                     | Atolón sin vegetación                      | >0    | 582   | 1)  | 04°55′S 72°20′E / -4.917, 72.333           |
| 3                                                              | Arrecife Blenheim (Baixo Predassa) | Atolón sin vegetación                      | 0.02  | 37    | 4   | 05°12′S 72°28′E / -5.200, 72.467           |
| 4                                                              | Benares Shoals                     | Arrecife sumergido                         | –     | 2     | –   | 05°15′S 71°40′E / -5.250, 71.667           |
| 5                                                              | Peros Banhos                       | Atolón                                     | 13    | 503   | 32  | 05°20′S 71°51′E / -5.333, 71.850           |
| 6                                                              | Islas Salomón                      | Atolón                                     | 5     | 36    | 11  | 05°22′S 72°13′E / -5.367, 72.217           |
| 7                                                              | Banco Victoria                     | Atolón sumergido                           | –     | 21    | –   | 05°32′S 72°14′E / -5.533, 72.233           |
| 8a                                                             | Isla Nelsons                       | Partes de mega-atolón Gran Banco de Chagos | 0.81  | 12642 | 1   | 05°40′53″S 72°18′39″E / -5.68139, 72.31083 |
| 8b                                                             | Tres Hermanos (Trois-Frères)       | Partes de mega-atolón Gran Banco de Chagos | 0.37  | 12642 | 3   | 06°09′S 71°31′E / -6.150, 71.517           |
| 8c                                                             | Islas Eagle                        | Partes de mega-atolón Gran Banco de Chagos | 2.63  | 12642 | 3   | 06°12′S 71°19′E / -6.200, 71.317           |
| 8d                                                             | Isla Danger                        | Partes de mega-atolón Gran Banco de Chagos | 0.66  | 12642 | 1   | 06°23′00″S 71°14′20″E / -6.38333, 71.23889 |
| 9                                                              | Islas Egmont                       | Atolón                                     | 4     | 29    | 7   | 6°40′S 71°21′E / -6.667, 71.350            |
| 10                                                             | Banco Cauvin                       | Atolón sumergido                           | –     | 12    | –   | 06°46′S 72°22′E / -6.767, 72.367           |
| 11                                                             | Banco Owen                         | Banco sumergido                            | –     | 4     | –   | 06°48′S 70°14′E / -6.800, 70.233           |
| 12                                                             | Banco Pitt                         | Atolón sumergido                           | –     | 1317  | –   | 07°04′S 72°31′E / -7.067, 72.517           |
| 13                                                             | Diego García                       | Atolón                                     | 30    | 174   | 42) | 07°19′S 72°25′E / -7.317, 72.417           |
| 14                                                             | Banco Ganges                       | Atolón sumergido                           | –     | 30    | –   | 07°23′S 70°58′E / -7.383, 70.967           |
| 15                                                             | Banco Wight                        | Atolón sumergido                           | –     | 3     | –   | 07°25′S 71°31′E / -7.417, 71.517           |
| 16                                                             | Banco Centurión                    | Atolón sumergido                           | –     | 25    | –   | 07°39′S 70°50′E / -7.650, 70.833           |
|                                                                | Archipiélago Chagos                | Archipiélago                               | 63.17 | 15427 | 64  | 04°54' to 07°39'S 70°14' to 72°37' E       |
| 1) Una serie de cayos de arena secos.                          |                                    |                                            |       |       |     |                                            |
| 2) Isla principal y tres islotes ubicados en el extremo norte. |                                    |                                            |       |       |     |                                            |

### Clima
El archipiélago de Chagos tiene un clima oceánico tropical; caliente y húmedo pero moderado por los vientos alisios. El clima se caracteriza por mucho sol, temperaturas cálidas, lluvias abundantes y brisas ligeras. De diciembre a febrero se considera la temporada de lluvias (monzón de verano); las condiciones climáticas típicas incluyen ligeros vientos del oeste-noroeste y temperaturas más cálidas con más precipitaciones. De junio a septiembre se considera la estación más seca (invierno), caracterizada por vientos moderados del sudeste, temperaturas ligeramente más frescas y menos precipitaciones. La media anual de precipitaciones es de 2600 mm (100 pulgadas), que varía entre 105 mm en agosto y 350 mm en enero.

### Recursos
Los principales recursos naturales de la zona son los cocos y los peces. La concesión de licencias de pesca comercial solía proporcionar a las autoridades del Territorio Británico del Océano Índico unos ingresos anuales de unos 2 millones de dólares de los EE. UU. Sin embargo, no se han concedido licencias desde 2 de octubre de 2010; la última expiró después de la creación de la reserva marina de prohibición de pesca.

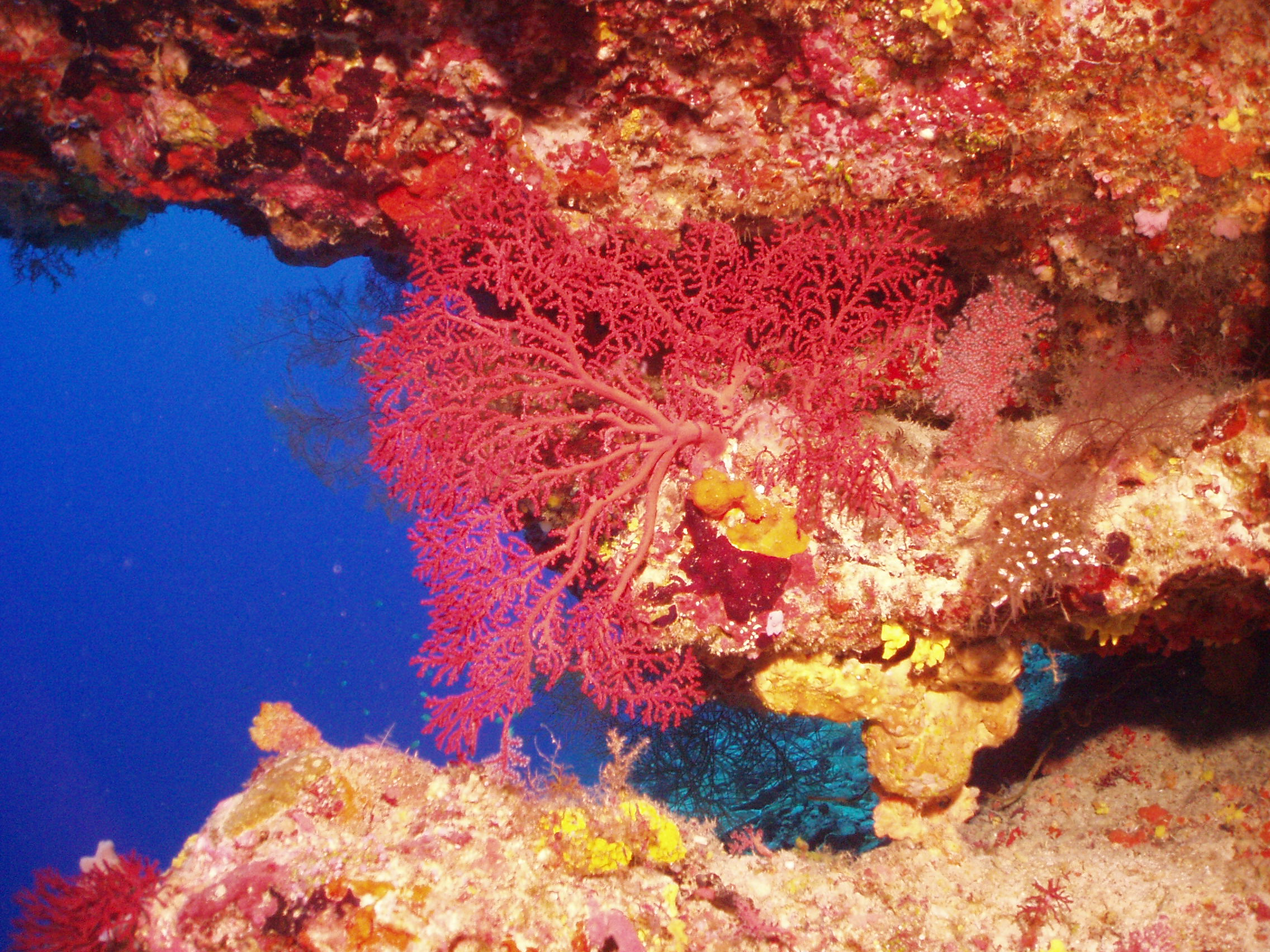
Coral en un Arrecife del Archipiélago de Chagos

Toda la actividad económica se concentra en la isla más grande de Diego García, donde se encuentran las instalaciones militares conjuntas del Reino Unido y los Estados Unidos. Los proyectos de construcción y los diversos servicios necesarios para apoyar las instalaciones militares son realizados por militares y empleados contratados del Reino Unido, Mauricio, Filipinas y los EE. UU. Actualmente no hay actividades industriales o agrícolas en las islas. Toda el agua, los alimentos y otros elementos esenciales de la vida cotidiana se envían a la isla. Un estudio de viabilidad independiente llevó a la conclusión de que el reasentamiento sería "costoso y precario". Otro estudio de viabilidad, encargado por las organizaciones que apoyan el reasentamiento, llegó a la conclusión de que el reasentamiento sería posible a un costo para el contribuyente británico de 25 millones de libras esterlinas. Si los chagosianos regresan, planean restablecer la producción de copra y la pesca, y comenzar el desarrollo comercial de las islas para el turismo.
Hasta 2 de octubre de 2010, el listado (Katsuwonus pelamis) y el atún de aleta amarilla (Thunnus albacares) se pescaban durante unos dos meses del año, ya que su ruta migratoria de un año de duración los lleva a través de las aguas de Chagos. Si bien la lejanía de los Chagos ofrece cierta protección contra las actividades de extracción, la pesca legal e ilegal ha tenido un impacto. Hay una considerable caza furtiva de tortugas y otra vida marina. Los tiburones, que desempeñan un papel vital en el equilibrio de la red alimentaria de los arrecifes tropicales, han sufrido fuertes descensos debido a la pesca ilegal de sus aletas y como captura incidental en las pesquerías legales. Los pepinos de mar (Holothuriidae), que limpian la arena, se escalfaban para alimentar los mercados asiáticos.

## Demografía
Inicialmente las Chagos alojaron una población nativa durante más de 150 años hasta que el Reino Unido y los Estados Unidos los expulsaron en 1966 en el desarrollo de los planes militares británicos y de Estados Unidos para que los estadounidenses construyeran una base en la isla Diego García, la mayor de las islas Chagos. Las islas estaban habitadas por unos 1100 chagosianos, que fueron trasladados a Mauricio y a las Seychelles entre 1967 y 1973. Las instalaciones militares de Diego García fueron arrendadas al Ejército de Estados Unidos hasta 2016. El acuerdo contó con la aprobación de Denis Healey, Secretario Británico de Estado para la Defensa.

### Antiguos nativos
Los isleños eran conocidos como los Ilois (una palabra criolla francesa para "isleños") y eran unos 1000. Eran de ascendencia mixta africana, india del sur, portuguesa, inglesa, francesa y malaya y vivían de forma muy sencilla y espartana en su aislado archipiélago trabajando en las plantaciones de coco y azúcar, o en la pesca y las pequeñas industrias textiles. Quedan pocos vestigios de su cultura, aunque su idioma sigue siendo hablado por algunos de sus descendientes en Mauricio.
Las tribus que habitaban las islas fueron expulsadas por la fuerza por los gobiernos de EE. UU. y británico a finales de los años 1960 y principios de los 1970, convirtiendo las islas en una base militar. Aunque varios isleños habían solicitado la devolución de sus antiguos hogares, sus esfuerzos no han sido aceptados por los sistemas legales de EE. UU. y el Reino Unido.

### Lenguas

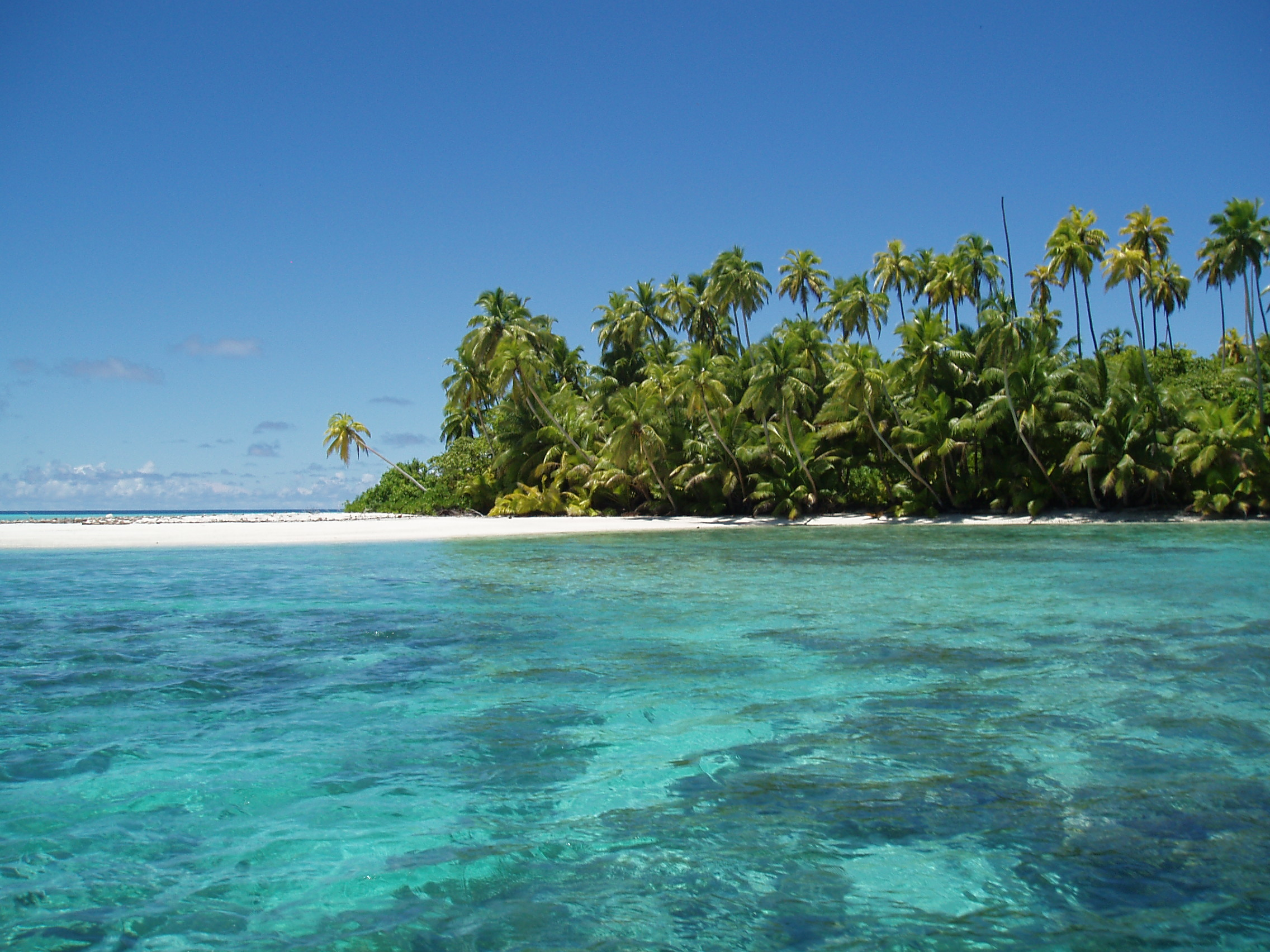
Vista del atolón Salomón, en las Chagos.

Los chagosianos, es decir, los habitantes originales de las Chagos y sus descendientes hablan una lengua francesa criolla (creole)  que no ha sido motivo de estudios lingüísticos.[cita requerida]
Los nombres de las islas son una combinación peculiar de nombres en portugués, francés, inglés y criollo.[cita requerida]

### Otros
Diego García es actualmente la única isla habitada en Chagos, que es parte del Territorio Británico del Océano Índico, normalmente abreviado como "BIOT". Es un territorio de ultramar del Reino Unido y el Gobierno del BIOT está integrado por un Comisionado nombrado por el Rey con el asesoramiento del Ministerio de Relaciones Exteriores y de la Commonwealth. El Comisionado cuenta con la asistencia de un Administrador y un pequeño personal, y tiene su sede en Londres y reside en el Ministerio de Relaciones Exteriores y del Commonwealth. Esta administración está compuesta en el Territorio por el Oficial al mando de las Fuerzas Británicas en Diego García, el "Representante Británico". Las leyes y reglamentos son promulgados por el Comisionado y aplicados en el BIOT por el Rep. Británico.
Actualmente no hay pueblos indígenas que vivan en la isla, ya que éstos fueron expulsados por las autoridades coloniales, y el Reino Unido representa al Territorio a nivel internacional. No existe un gobierno local como normalmente se prevé. Alrededor de 1700 miembros de las fuerzas armadas y 1500 contratistas civiles, en su mayoría de Estados Unidos, están estacionados en Diego García.
A partir de 2012, las islas tienen una población transitoria de unos 3000 habitantes (300 funcionarios del gobierno británico y 2700 del ejército, la marina y la fuerza aérea estadounidense).
Los católicos son atendidos pastoralmente por la Diócesis Católica de Port-Louis, que incluye el BIOT.